# Íránská vysočina

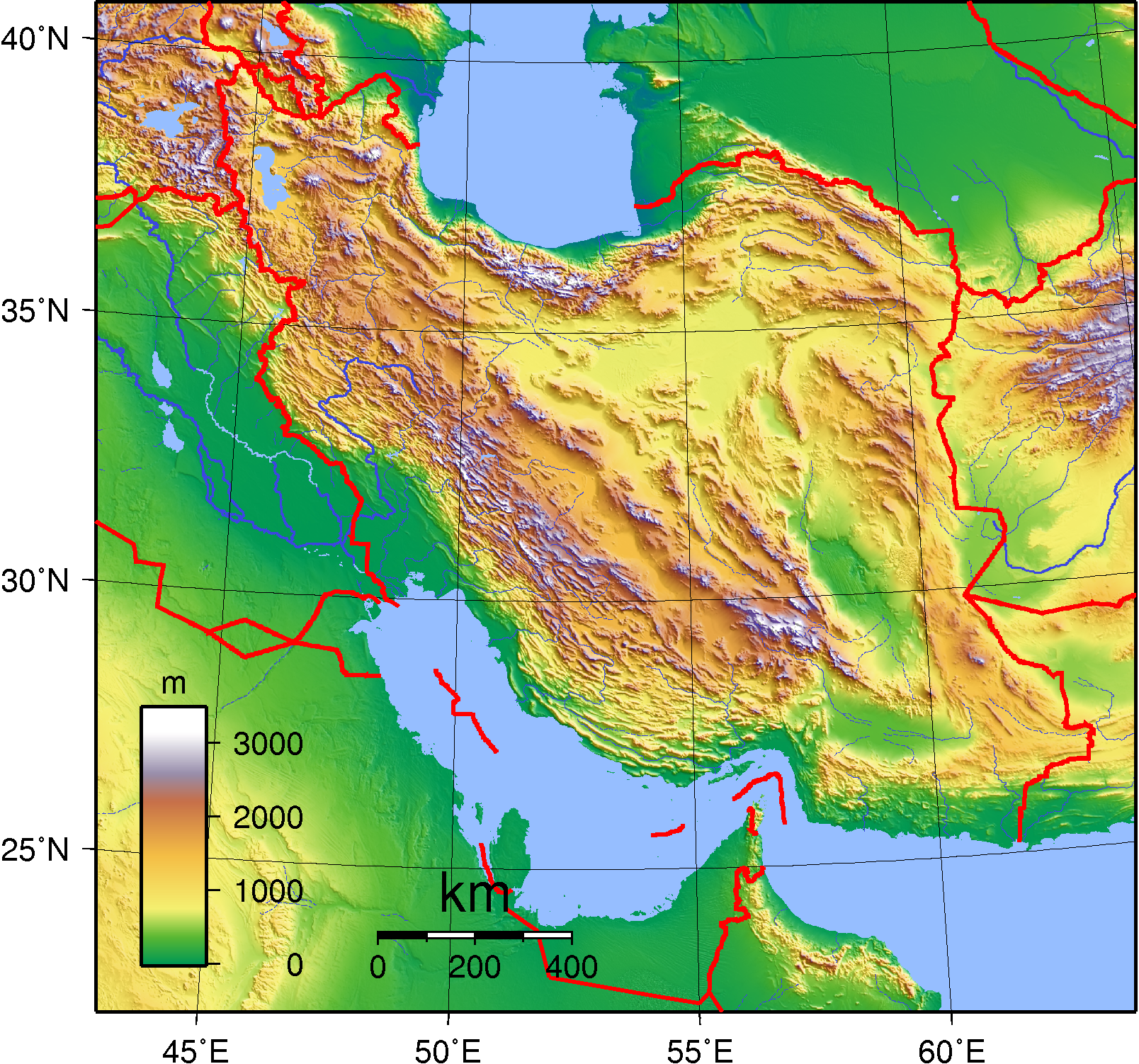
Topografická mapa Íránu. V centrální části se nachází Íránská vysočina

Íránská vysočina je hornatá oblast v jihozápadní Asii, která je tvořena velkou bezodtokovou náhorní plošinou s průměrnou výškou 1200 m n. m. Na západě je ohraničena řekami Eufrat a Tigris, na východě pohořím Hindúkuš a Sulajmánským pohořím. Severní hranici tvoří pohoří Elborz a Kopet Dag, jižní hranici tvoří Perský záliv a Arabské moře.
Ve starověku se zde nacházely státy Elam, Médie, Persie. Dnes se na tomto území nachází Írán, Afghánistán a částečně Pákistán.